# خوليان ألونسو
خوليان ألونسو (بالإسبانية: Julián Alonso)‏ مواليد 2 أغسطس 1977 في كانيت دي مار، هو لاعب كرة مضرب إسباني سابق بدأ مسيرته كمحترف سنة 1996 وكان يلعب باليد اليمنى، اعتزل اللعب في 2001. أعلى تصنيف له في الفردي كان المركز الـ 30 في سنة 1998. أعلى تصنيف له في الزوجي كان المركز الـ 53 في سنة 1998.

## روابط خارجية
- خوليان ألونسو على موقع رابطة محترفي التنس (الإنجليزية)
- خوليان ألونسو على موقع الاتحاد الدولي لكرة المضرب (الإنجليزية)
- خوليان ألونسو على موقع كأس ديفيز (الإنجليزية)
- خوليان ألونسو على موقع خلاصة التنس.كوم (الإنجليزية)